# 錫克勒維爾 (新澤西州)
錫克勒維爾（英語：Sicklerville）是位於美國新澤西州康登縣的普查規定居民點。

## 人口
根據2020年美國人口普查的數據，錫克勒維爾的面積為45.37平方千米，當中陸地面積為44.97平方千米，而水域面積為0.40平方千米。當地共有人口45084人，而人口密度為每平方千米993.7人。